# Beto Satragni

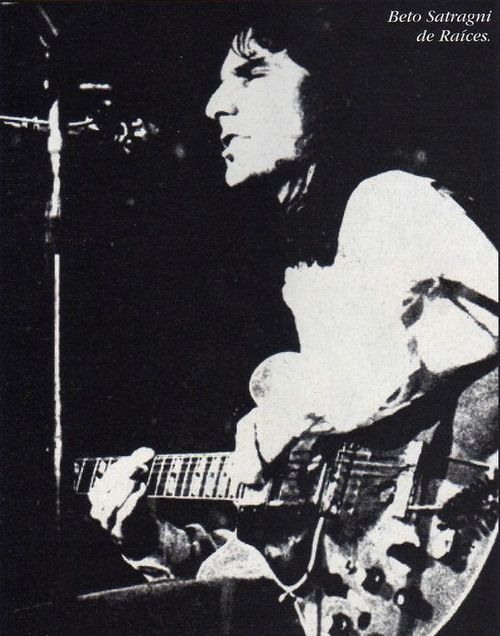
Beto Satragni

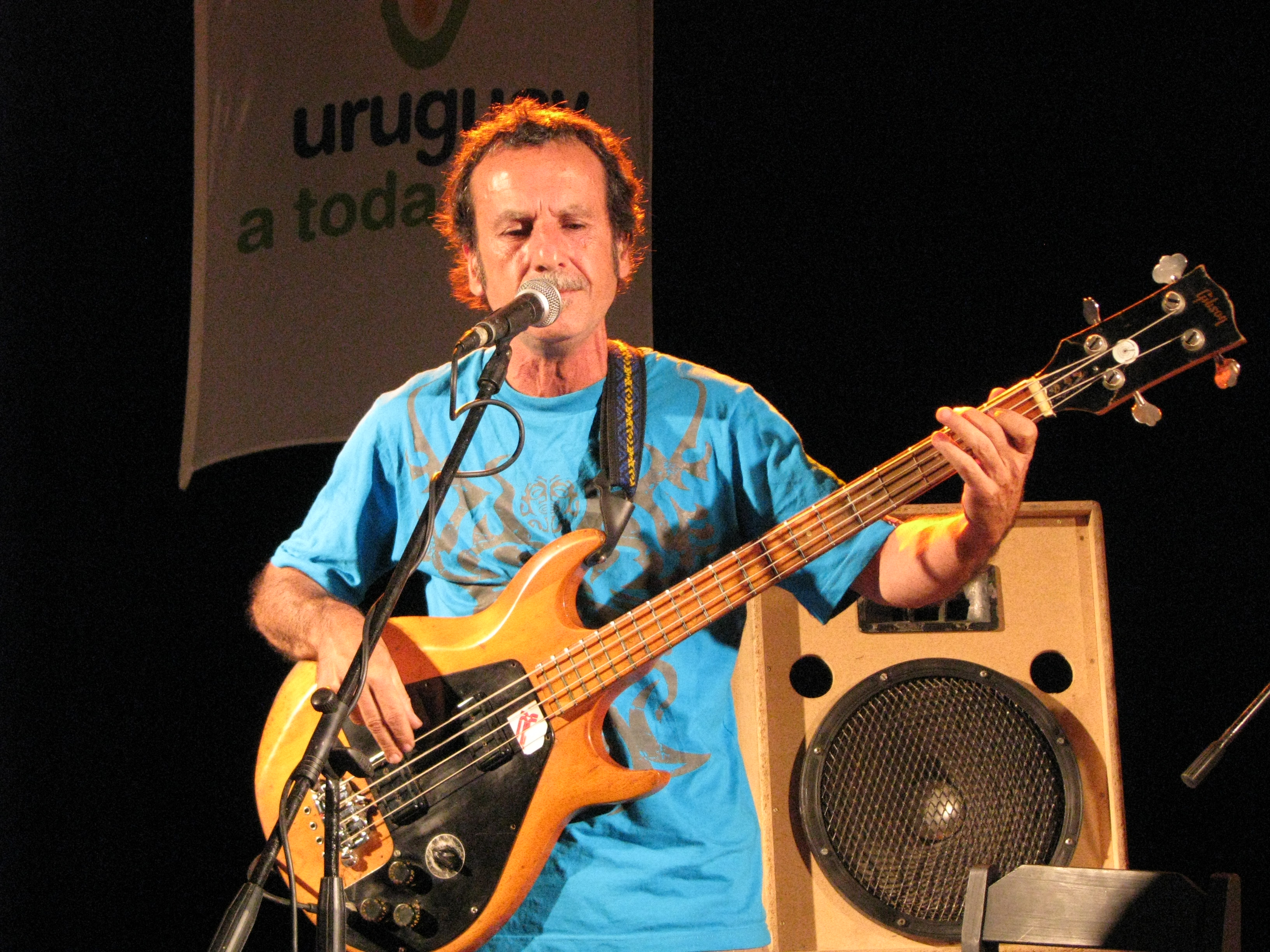
Beto Satragni

Beto Satragni (* 1955 in Canelones; † 19. September 2010 in Montevideo) war ein uruguayischer Komponist und Bassist.
Er wirkte überwiegend in Argentinien. Dort gehörte er etwa den Bands Spinetta Jade, Moris oder Dúo Moro-Satragni an. Auch begleitete er Künstler wie León Gieco, Miguel Abuelo, Rubén Rada, Lito Nebbia oder David Lebón.
Zudem war er der Kopf der legendären Band Raíces.
Er starb am 19. September 2010 im Hospital de Clínicas von Montevideo.